# Radical 155
Le radical 155, qui signifie le rouge ou "nu", est un des 20 des 214 radicaux chinois répertoriés dans le dictionnaire de Kangxi composés de sept traits.
Le caractère Unicode de 赤 est 8D64.

## Caractères avec le radical 155
| nombre de traits          | caractères |
| ------------------------- | ---------- |
| Sans trait supplémentaire | 赤         |
| 4 traits supplémentaires  | 赥 赦      |
| 5 traits supplémentaires  | 赧         |
| 6 traits supplémentaires  | 赨 赩 赪   |
| 7 traits supplémentaires  | 赫         |
| 9 traits supplémentaires  | 赬 赭 赮   |
| 10 traits supplémentaires | 赯         |